# 丸久

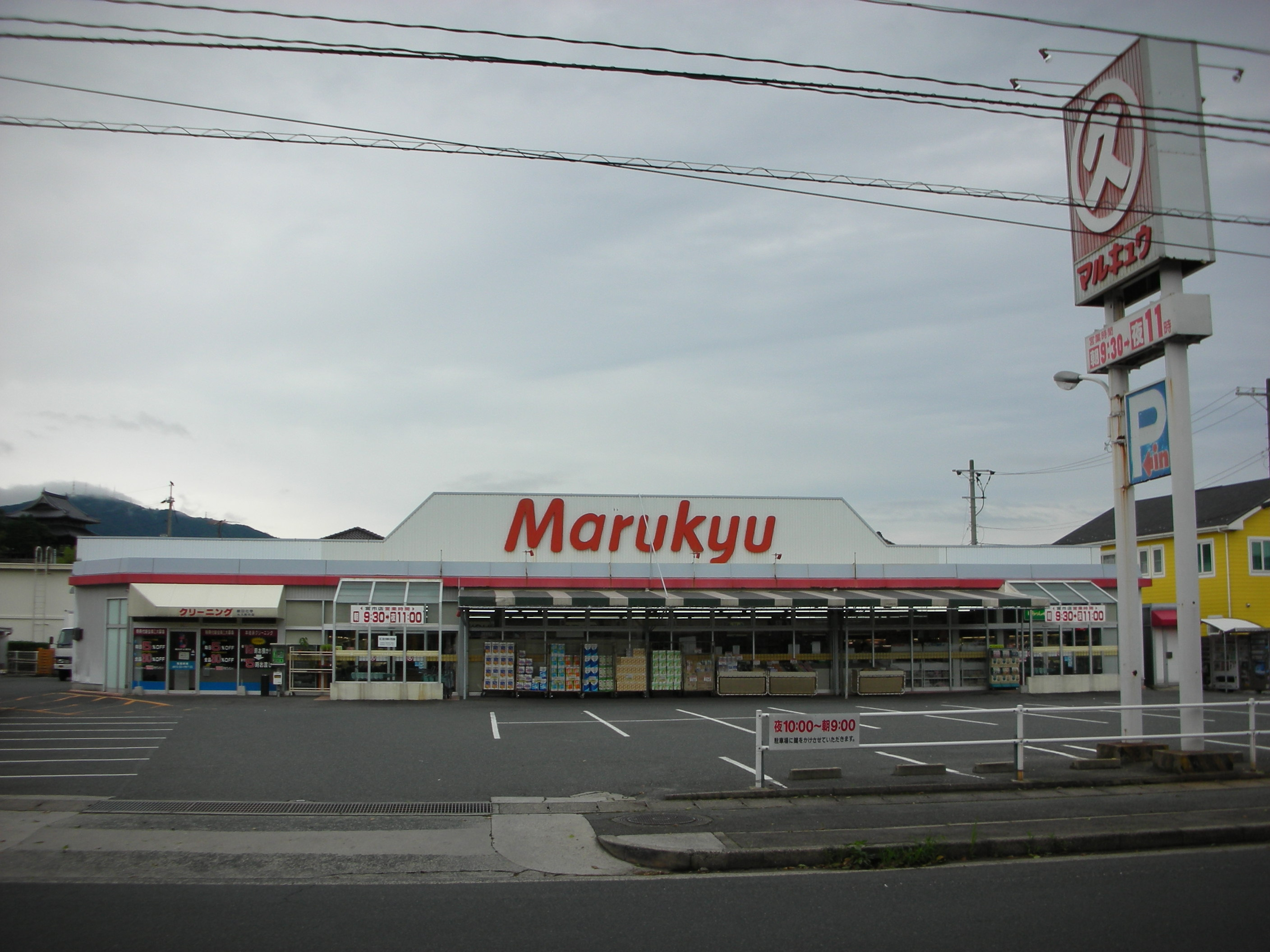
山口県防府市丸久宮市店 ちなみに丸久1号店も宮市であった

株式会社丸久（まるきゅう）は、山口県防府市に本部を置くスーパーマーケットのチェーンストアを展開する企業。現在はリテールパートナーズの傘下法人。

## 概要
1954年（昭和29年）（昭和29年）3月12日に、9つの食品・雑貨問屋が合同で「防府専門大店」として創業。現在は山口県を中心にスーパーマーケットの「マルキュウ」「アルク」「サンマート」と、ショッピングセンター「アトラス」を展開する。（中央フードも展開しているが、元は丸久グループの傘下のスーパー企業である。）「丸久」の屋号は、当時屋号に「丸」を付けるのが流行していたことと、9つの問屋の合同にちなみ「九」を「久」に読み替えたものである。
1980年代、バブル期に広島県、福岡県など山口県外に積極的に出店する。さらにGMSへの展開を目指し、家電販売「丸久家電プラザ」、書籍販売「BOOKS09」（ブックスマルキュウ。山口市と旧小郡町と宇部市では「BOOKS21」（ブックスにじゅういち））、コンビニエンスストア「パコール」など新規業態への展開や、外食事業にも進出。また、防府読売マラソンのスポンサー、台湾に台湾丸久として進出するなど会社の規模は拡大させていった。丸久ブランドを冠したプライベートブランドの開発にも取り組んだ。
しかし、バブル崩壊に伴い売上高が減少し、多くの事業から撤退。1992年（平成4年）10月にはコンビニエンス部門の営業権をローソンに譲渡し、1996年には「Let's 09」（宇部市）「アトラス美祢」（美祢市）「アトラス長門」（長門市）といった大型店を閉鎖（アトラスの2店舗はフジに営業譲渡）し、書籍部門も1999年（平成11年）に明屋書店などに営業譲渡（明屋書店は子会社「山口明屋書店」を設立して承継）した。県外の店舗もこの時期にほとんど閉店しており、保有していた女子陸上競技部はファーストリテイリングに移譲している（現・ユニクロ陸上競技部）。
一時は経営悪化で破綻がささやかれたが、食品スーパーに特化することで奇跡的な復活劇を遂げ、経済誌などで賞賛された。なお、丸久厚狭店（山陽小野田市）は経営不振時にダイエーに売却、ダイエー厚狭店として運営されていたものが1999年のダイエーの経営不振に伴う撤退により丸久が再取得した珍しい例である。
近年では、大手コンビニエンスストアや丸和、サンリブ、イズミ、イオンなど周辺地域の同一業態資本による出店攻勢を見据え、一部の店舗について郊外型大規模店舗 (SSM)「アルク」（ARUK=「MARUKYU」の中4文字を取ったもの）へのリニューアルを進めている。また、県北部や旧町村部をはじめとする一部地域では小規模食品スーパー「サンマート」（かつては子会社による運営であった）による出店となっており、「マルキュウ」としての店舗数は減少傾向にある。
2005年（平成17年）10月11日にイズミと業務・資本提携で基本合意し、資材調達や物流拠点の共同化のほか、丸久の「マルキュウポイントカード」とイズミの「ゆめカード」との間でポイントサービスの相互互換などを行っている。その一方、同じ山口県に本部を置く中央フードを買収した。
なお、山口県外の店舗は、長らく広島県大竹市（「マルキュウ」2店舗）、島根県吉賀町（「サンマート」1店舗）の3店舗のみであったが、2008年（平成20年）11月19日にアルク廿日市店（広島県廿日市市）を出店してバブル期以来の県外への新規出店を行うなど、以後も徐々にではあるが広島・福岡両県への進出を行っていた。
2015年（平成27年）7月1日、大分県佐伯市に本社を置き、九州地方を地盤とする株式会社マルミヤストアと経営統合。従前の株式会社丸久は株式会社マルミヤストアを完全子会社化するとともに持株会社に移行し、株式会社リテールパートナーズとなった。現在の株式会社丸久は、この際に既存事業を会社分割により承継した法人である。なお、持株会社移行に伴って同月にイズミとの資本業務提携は解消されており、ポイントサービスの総合互換も2015年10月31日をもって終了した。現在は独自の電子マネーつきポイントカード「maruca」を導入している。
2021年3月30日、ピクロス田布施店が「丸久田布施店」として建て替えオープンしたことにより、「ピクロス」ブランドが消滅。先述のGMS業態などのブランド消滅は過去にあるが、食品スーパー業態のブランド消滅は企業として初である。

## コーポレート・ガバナンス
取締役会のもとに経営会議、経営改革委員会、予算委員会、コンプライアンス委員会が設置されており、それぞれ毎月1回の開催を原則としている。

### 経営陣
- 代表取締役社長1名
- 取締役10名
- 監査役3名

## 沿革

### 旧法人（現・株式会社リテールパートナーズ）
- 1954年（昭和29年）
  - 3月12日 - 株式会社防府専門大店として設立[3][9]。
  - 5月 - 防府駅前に店舗を開設[2]、商号を株式会社丸久に変更[3][9]。
- 1984年（昭和59年）10月 - 広島証券取引所に上場[3][9]。
- 1985年（昭和60年）10月 - 大阪証券取引所市場第二部に上場[3][9]。
- 1986年（昭和61年）8月 - 自社カードシステムである「マルキュウポイントカード」を導入[9]。
- 1987年（昭和62年） - パコールに資本参加し、コンビニエンスストア事業に進出[10]。
- 1988年（昭和63年）1月 - 株式会社くらしげ（後の株式会社サンマート）と資本業務提携を締結[9]。
- 1989年（平成元年）9月 - 加工流通センター（現・株式会社四季彩）を設置[9]。
- 1992年（平成4年）
  - 9月 - POSシステムを導入。[要出典]
  - 10月 - コンビニエンスストア「パコール」を「株式会社ダイエーコンビニエンスシステムズ」（現・ローソン）に譲渡[5]。
- 1996年（平成8年） - 8月に宇部市中央町で営業していた大型商業施設「Let's 09」を閉鎖したほか、「アトラス美祢」（美祢市）「アトラス長門」（長門市）[注釈 2]をフジに譲渡。[要出典]
- 1998年（平成10年）
  - 11月 - 周南市に新営業戦略店舗として「アルク秋月店」を開設。[要出典]
  - 12月 - オール日本スーパーマーケット協会に加盟。[要出典]
- 1999年（平成11年） - 書籍販売「BOOKS09」および「BOOKS21」を明屋書店などに譲渡。[要出典]
- 2000年（平成12年）3月 - 東京証券取引所市場第二部に上場。[要出典]
- 2005年（平成17年）10月 - 株式会社イズミと業務資本提携で基本合意[6]。
- 2006年（平成18年）11月 - マルキュウポイントカードとゆめカードのポイント相互乗入れを開始[広報 4]。
- 2008年（平成20年）
  - 5月1日 - 株式会社ピクロスの株式を取得し子会社化[11]。
  - 9月 - 株式会社かいたの株式を取得し子会社化。[要出典]
  - 11月19日 - アルクブランドとしては広島県初の店舗となる「アルク廿日市店」を同県廿日市市に開設[8]。
- 2009年（平成21年）3月 - アルクブランドとしては福岡県初の店舗となる「アルク小倉東店」を北九州市小倉南区に開設。[要出典]
- 2010年（平成22年）9月1日 - 子会社の株式会社ピクロスおよび株式会社かいたを吸収合併し、株式会社丸久に統合[12]。
- 2012年（平成24年）3月1日 - 子会社の株式会社サンマートを吸収合併し、株式会社丸久に統合[広報 8]。
- 2014年（平成26年）10月 - 山口県東部を地盤とするスーパー・株式会社中央フードと同社グループの中央商事株式会社を子会社化[広報 9][13]。
- 2015年（平成27年）
  - 1月9日 - 7月をめどに大分県佐伯市を地盤とするスーパー・マルミヤストアと経営統合すると発表[広報 10]。
  - 3月1日 - 子会社の株式会社中央フードが中央商事株式会社を吸収合併。

### 現法人
- 2015年（平成27年）
  - 3月9日 - 株式会社丸久分割準備会社（現・株式会社丸久）を設立。
  - 7月1日 - 株式会社丸久（旧法人）が、株式会社マルミヤストアを株式交換により完全子会社化するとともに、グループ管理以外の事業を株式会社丸久分割準備会社に吸収分割し、株式会社リテールパートナーズに商号変更。株式会社丸久分割準備会社が株式会社丸久に商号変更[広報 5][広報 11]。
  - 7月22日 - イズミが自己株式立会外買付取引により丸久の保有するイズミ株式を取得し、イズミとの資本業務提携を解消[広報 6]。
- 2020年（令和2年）3月1日 - 株式会社中央フード、株式会社四季彩、丸久不動産開発株式会社の3社を吸収合併[14][15]。
- 2023年（令和5年）3月22日 - 宮崎県内のスーパー「フーデリー」などを運営する、株式会社ハツトリーを子会社化。
- 2025年（令和7年）6月30日 - 株式会社永野を子会社化する予定[16]。

## 店舗の展開
店舗分布の詳細については公式サイト内店舗一覧を参照のこと。
- アルク（大規模食品スーパー[8]） - 44店舗
- マルキュウ（中規模総合スーパー） - 20店舗
- 中央フード（大規模・中規模混合食品スーパー）-8店舗※かつては同名企業による運営だった。
- サンマート（小規模食品スーパー） - 18店舗
- アトラス（ショッピングセンター） - 1箇所・詳しくは当項目記事を参照。

## 過去に存在した店舗
改築及び改装を経てアルク及びサンマートとなっている店舗を除く。

### 山口県

#### 防府市
- 防府店 → 防府駅前店 - 防府市八王子1-2-3[17]、1960年（昭和35年）5月1日開店[17]、店舗面積2,457m²[17]。店名の通り防府駅前に立地し、衣料品や家電売り場も備えた3階建てのGMS型店舗だった。跡地にはテナント入居型のアパートとなっている。

- 防府宮市店 - 防府市天神2-3-36[17]、1968年（昭和43年）3月1日開店[17]、店舗面積314m²[17]。

- 防府三田尻店 - 防府市三田尻1-6-4[17]、1968年（昭和43年）3月1日開店[17]、店舗面積264m²[17]。

- 家電プラザ牟礼店 - 防府市江泊1987[18]、1980年（昭和55年）4月開店[18]、店舗面積490m²[18]。
- 国分寺店 - 防府市[2]、1979年（昭和54年）7月開店[2]、店舗面積485m²[2]。
- 家電プラザ三田尻店 - 防府市新田1903-1[18]、1980年（昭和55年）8月開店[18]、店舗面積498m²[2]。

#### 山口市
- 山口店 - 山口市道場門前2-1-1[17]、1955年（昭和30年）3月15日開店[17]、店舗面積900m²[17]。

- 湯田店 - 山口市湯田温泉6-2-22[19]、1972年（昭和47年）11月開店[2]、店舗面積382m²[2]。
- 小郡店 - 吉敷郡小郡町[2]、1980年（昭和55年）10月開店[2]、店舗面積1,928m²[2]。現在のレクサス山口付近に位置する。（現）国道9号を挟んで向かい側の土地に「アルク小郡店」として新規開業した。
- 家電プラザ小郡店 - 吉敷郡小郡町[2]、1982年（昭和57年）1月開店[2]、店舗面積496m²[2]。
- 蔵敷店 - 吉敷郡小郡町[2]、1984年（昭和59年）10月開店[2]、店舗面積330m²[2]。

#### 萩市
- 東萩店 - 萩市[2]、1980年（昭和55年）9月開店[2]、店舗面積478m²[2]。
- 萩浜崎店 - 萩市[2]、1980年（昭和55年）11月開店[2]、店舗面積476m²[2]。

#### 宇部市
- 宇部東店 - 宇部市常盤町2-7-2[17]、1968年（昭和43年）12月7日開店[17]、店舗面積1,153m²[17]。

- 宇部平原店 - 宇部市大字藤曲字平原2064[17]、1970年（昭和45年）8月6日開店[17]。

- 宇部鵜の島店 - 宇部市大字小串字蛭子1321-1[20]、1971年（昭和46年）3月13日開店[20]。

- 宇部新川店 - 宇部市相生町9-9[17]、1971年（昭和46年）3月23日開店[17]。

- 宇部中央店 - 宇部市中央町2-1-1[17]、1971年（昭和46年）11月27日開店[21]、敷地面積約2,527.57m2[22]、鉄骨鉄筋コンクリート造地下1階地上5階建て塔屋1階[22]、延べ床面積約13,136m2[22]、店舗面積約3,070m2[22] → 6,997m²[2] - 開店当初はダイエーと共同で出店[21]、ダイエー撤退後は「レッツ09」としてリニューアルした。屋上には店舗の看板とともにペプシコーラの看板も掲げられていた。閉店後店舗は解体され2022年現在は山口スバルの営業所となっている。[独自研究?]

- 流川店 - 宇部市[2]、1982年（昭和57年）4月開店[2]、店舗面積296m²[2]。
- 東岐波店 - 宇部市[2]、1982年（昭和57年）6月開店[2]、店舗面積296m²[2]。
- 清水川店 - 宇部市[2]、1982年（昭和57年）9月開店[2]、店舗面積296m²[2]。

#### 山陽小野田市（旧：小野田市・山陽町）
- 西ノ浜店 - 小野田市赤崎3-73[3]、1981年（昭和56年）8月開店[2]、店舗面積498m²[2]。
- 高砂店 - 小野田市[2]、1982年（昭和57年）7月開店[2]、店舗面積473m²[2]。
- 厚狭駅前店 - 厚狭郡山陽町厚狭千町4[19]、1974年（昭和49年）2月開店[2]、店舗面積1,231m²[2]。

#### 下関市
- 老町店 - 下関市[2]、1982年（昭和57年）7月開店[2]、店舗面積496m²[2]。
- 綾羅木店 - 下関市[2]、1982年（昭和57年）9月開店[2]、店舗面積497m²[2]。
- 角倉店 - 下関市[2]、1983年（昭和58年）11月開店[2]、店舗面積496m²[2]。
- 下関貴船店 - 下関市貴船1-1224[23]

#### 岩国市
- 岩国店 - 岩国市麻里布町3-16-2[20]、1958年（昭和33年）3月15日開店[20]、店舗面積1,936m²[20]。

#### 柳井市
- 柳井駅前店 - 柳井市大字古開作字東上割219-1[18]、1967年（昭和42年）11月3日開店[17]、店舗面積1,976m²[17][18] → 2,426m²[2]。
- 柳井亀岡店 - 柳井市亀岡町299[18]、1968年（昭和43年）7月6日開店[17]、店舗面積1,976m²[17]。

#### 周南市
- 徳山店 - 徳山市糀町2-16[17]、1959年（昭和34年）12月3日開店[17]、店舗面積428m²[17]。

- 政所店 - 新南陽市[2]、1981年（昭和56年）11月開店[2]、店舗面積496m²[2]。
- 上野店 - 周南市下上、開店時期不明-2022年8月31日閉店[24]

#### 下松市
- 下松店 - 下松市栄町4-2-1[25]、1967年（昭和42年）10月2日開店[25]、敷地面積約3,610m2[25]、鉄骨鉄筋コンクリート造地下1階地上4階建て塔屋5階[25]、延べ床面積約3,825m2[25]、店舗面積約2,899m2[25]（当社店舗面積約1,986m2[25]）、駐車台数約80台[25]。

- 花岡店 - 下松市[2]、1980年（昭和55年）11月開店[2]、店舗面積498m²[2]。
- 栄町店 - 下松市[2]、1984年（昭和59年）11月開店[2]、店舗面積384m²[2]。

### 福岡県

#### 北九州市
- 小倉黒原店 - 北九州市小倉北区熊本4-1-5[19]、店舗面積984m²[19]。
- 小倉南店 - 北九州市小倉南区沼南1-325-2[26]、1985年（昭和60年）3月20日開店[26]、敷地面積約12,200m2[26]、鉄筋コンクリート造地上2階建て[26]、延べ床面積約9,813m2[26]、店舗面積約4,714m2[26]（当社店舗面積約3,925m2[26]）、駐車台数約450台[26]。

## 関連企業
- 株式会社RPG保険サービス
- 株式会社仁保庵

以下の2社は2020年3月1日付で吸収合併された。
- 株式会社四季彩
- 株式会社中央フード

## 丸久グループ提供番組

### 現在
- FM AQUA - 『デイリーサンマート』（月～金9:30頃。長門市内に2店舗を展開する「サンマート」の買得情報）
- FMわっしょい - 『マルキュウ・アルク・サンマートフレッシュニュース』（毎日9:55 - 10:00）

### 過去
- KRYテレビ
  - 『マルキュウ サンデー劇場』（日曜11:00 - 11:30。2011年3月の廃止時点では『ONE PIECE』を放送していた。該当番組は月曜深夜に移行のうえ放送続行）[要出典]
  - 『防府読売マラソン』（1999年まで『マルキュウスポーツスペシャル』として筆頭提供していた。ネット局では店舗の無い県でもCMを放映していた。）[要出典]
- KRYラジオ
  - 『丸久アワー奥様なんでも大学』（月曜 - 金曜 10:00 - 10:30）[要出典]

## 店内ソング
「この街が好き」作詞・作曲　中越和明
その他、レッツ09には専用のテーマソングが存在した。
作曲者の中越和明は山口県のスーパーのイメージソング、CMソングを数多く手がけており、ライバル店の大和・丸喜のイメージソングも中越の作曲である。